# Ileizam
Ileizam (lat. ille, 'on' + –izam) stilska je figura obraćanja samome sebi u trećemu licu jednine, umjesto u prvom. Mnogi ljudi smatraju taj čin narcisoidnim, dok drugi pak smatraju da iza njega stoje osobe narušenog samopouzdanja.
U službenoj se hrvatskoj gramatici ileizmi ne definiraju. Hrvatske gramatike i pravopisi, s druge strane, poznaju i reguliraju obraćanje drugoj osobi u drugom licu množine pa se tako s poštovanjem uobičajeno obraćamo s »Vi« (tzv. persiranje). Poznato je da su monarsi prilikom svečanoga obraćanja o sebi govorili u prvome licu množine: »Mi kralj...«, a to je tzv. pluralis maiestatis ili majestetični plural (množina veličanstva).